# Patrick Long
Pour les articles homonymes, voir Long.
Patrick Long, né le 28 juillet 1981 à Thousand Oaks en Californie, est un pilote automobile américain.
Le 28 mai 2011, lors de la quatrième course de la saison du championnat VLN, la victoire est revenue à la Porsche 911 GT3 R Hybrid conduite par Richard Lietz, Marco Holzer et Patrick Long. Il s'agit de la première victoire d'une voiture hybride dans une compétition automobile d'importance.

## Carrière
Il commence sa carrière en compétition automobile par du karting en 1989. Il participe ensuite à la Formule Campus France en 1999, à la Formule Ford Grande-Bretagne en 2000 et 2001 et à la Formule Renault Grande-Bretagne en 2002.
C'est à partir de 2003 qu'il devient un pilote Porsche en participant à la Porsche Carrera Cup Allemagne puis à la Porsche Supercup.

## Palmarès
- Vainqueur des 24 Heures du Mans dans la catégorie GT en 2004 et dans la catégorie GT2 en 2007
- Champion des American Le Mans Series dans la catégorie GT2 en 2005, 2009 et 2010
- Champion du SCCA World Challenge en 2011[2]